# نبرد بنتون‌ویل
نبرد بنتون‌ویل (انگلیسی: Battle of Bentonville) نبردی است که در تاریخ ۱۹ تا ۲۱ مارس سال ۱۸۶۵ در جریان بود. این نبرد مربوط به دوران جنگ داخلی آمریکا است که در شمال کارولینا و به عنوان بخشی از درگیری‌های جبهه غربی قلمداد می‌گردد. ژنرال ارتش اتحادیه ویلیام تکامسه شرمن توانست در این نبرد به پیروزی قاطع دست یابد.